# بيلة قيحية

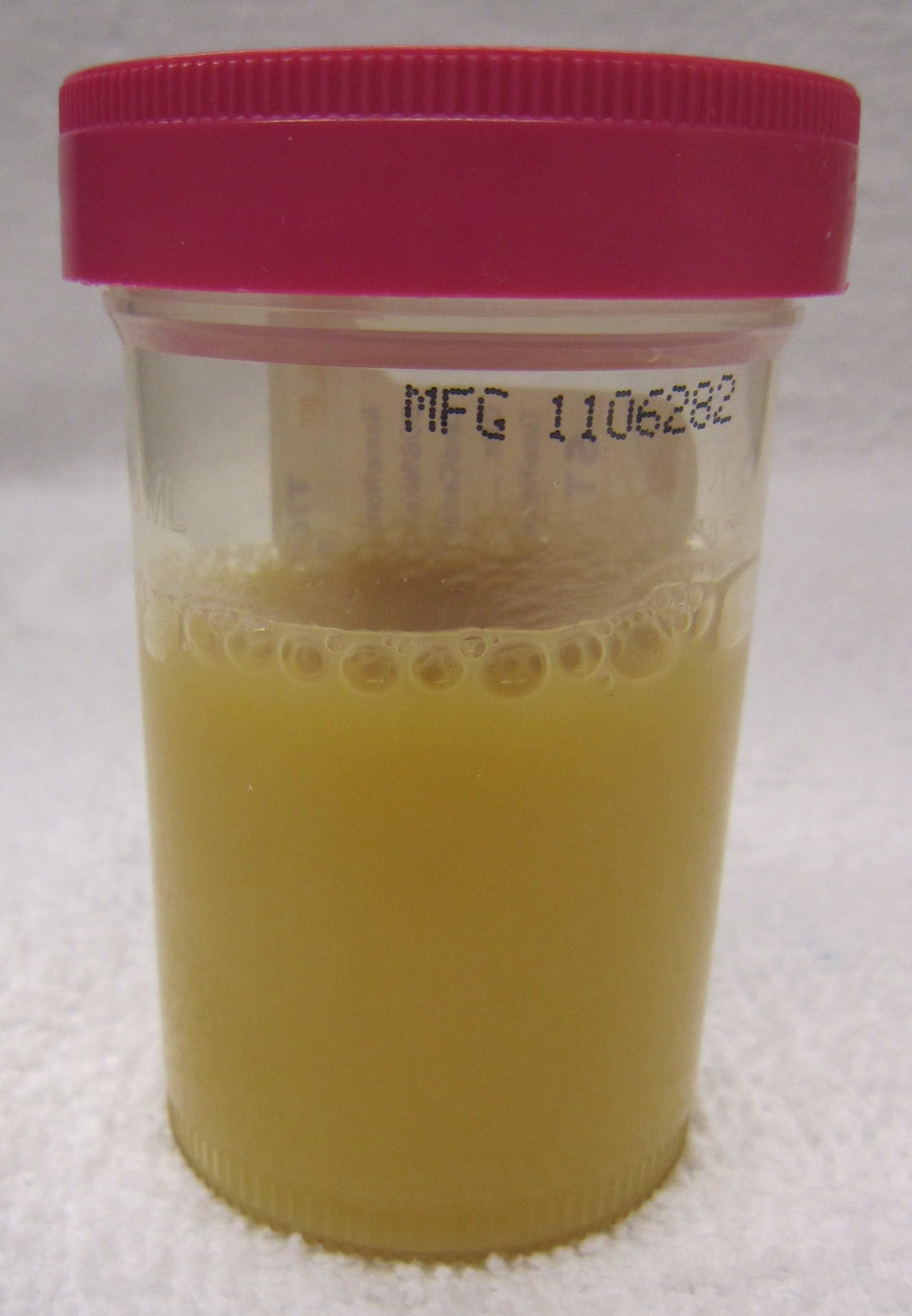
بيلة قيحية لمريض مصاب ب إنتان

في الطب، بيلة قيحية / paɪjʊəriːə / هي حالة البول الذي يحتوي على صديد. يعرف بأنه وجود 6-10 أو أكثر من الكريات البيض في ساحة مكبرة بالمجهر الضوئي وتكون العينة مأخوذة من منتصف التبول. يمكن أن يكون علامة على وجود التهاب المسالك البولية الجرثومي. إن البيلة القيحية قد تكون موجودة في المريض الإنتاني أو في بعض الحالات الأخرى مثل المرضى كبار السن المصابين بالتهاب رئوي.
البيلة القيحية العقيمة هو البول الذي يحتوي على كريات بيضاء بينما يبدو عقيما أي لا يحوي جراثيم بواسطة زرع البول. يتم سرد البيلة القيحية العقيمة كأثر جانبي من بعض الأدوية مثل الباراسيتامول (اسيتامينوفين). ويرتبط حدوثه أيضا مع تقدم أمراض معينة، مثل مرض كاواساكي والسل الكلوي. ومع ذلك، هناك العديد من الأسباب الأخرى المعروفة، بما في ذلك أمراض جهازية أو معدية، وهناك الأسباب الهيكلية والفسيولوجية، أمراض الكلى الداخلية، أو من الأدوية.